# (500146) 2012 DH32
(500146) 2012 DH32 es un asteroide perteneciente al cinturón de asteroides, descubierto el 13 de febrero de 2012 por el equipo del Spacewatch desde el Observatorio Nacional de Kitt Peak, Arizona, Estados Unidos.

## Designación y nombre
Designado provisionalmente como 2012 DH32.

## Características orbitales
2012 DH32 está situado a una distancia media del Sol de 2,345 ua, pudiendo alejarse hasta 2,678 ua y acercarse hasta 2,013 ua. Su excentricidad es 0,141 y la inclinación orbital 6,272 grados. Emplea 1312,29 días en completar una órbita alrededor del Sol.

## Características físicas
La magnitud absoluta de 2012 DH32 es 18,1.